# Шамшир

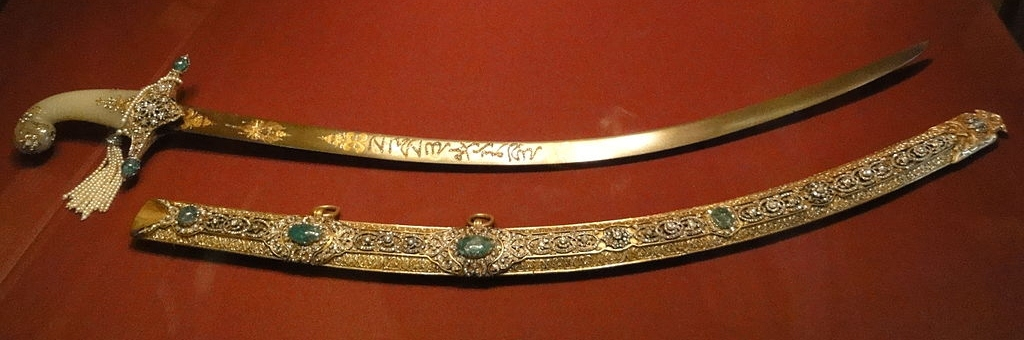
Шамшир (Метрополитен-музей)

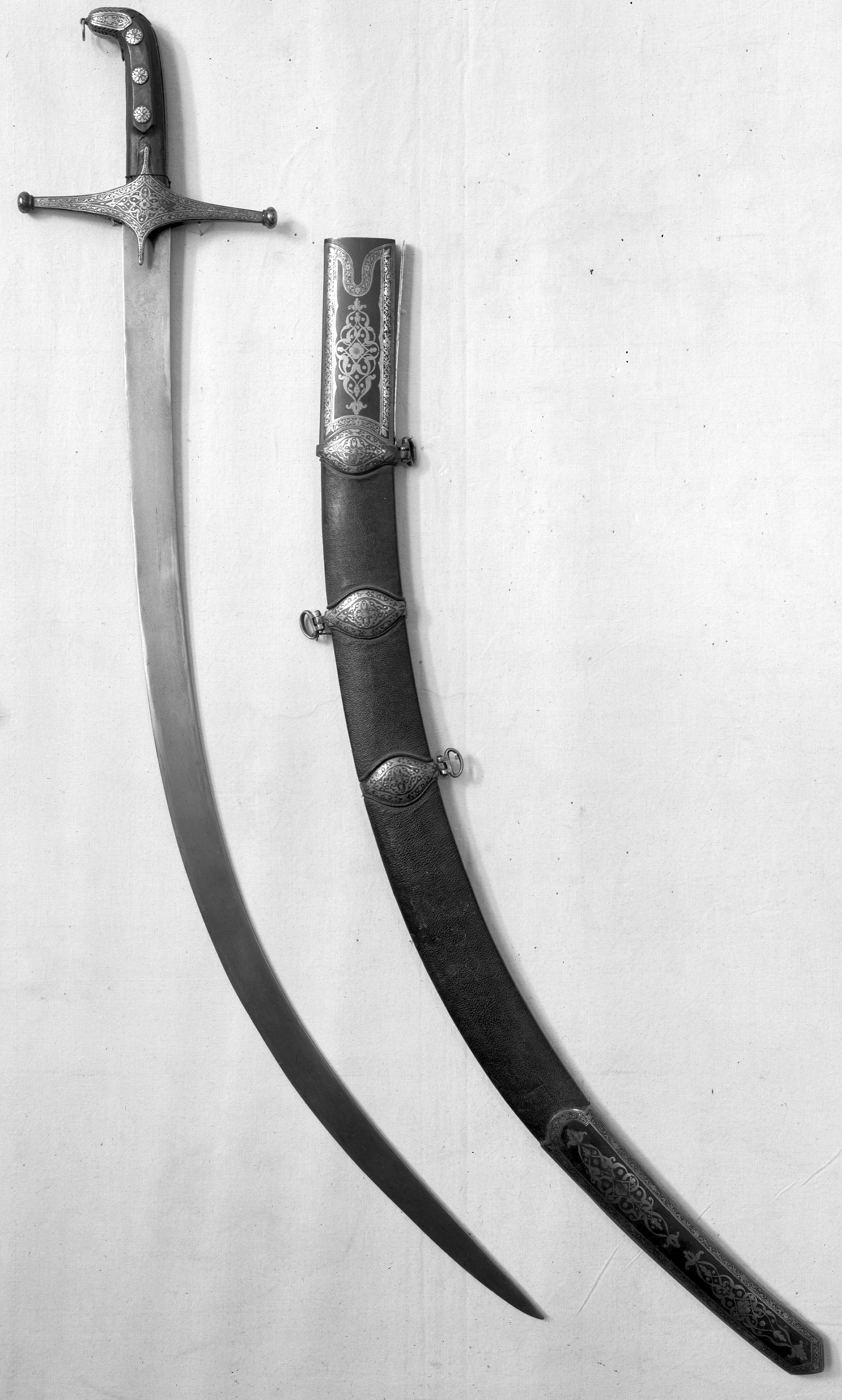
Сирийский шамшир, Королевская Оружейная палата, Стокгольм, Швеция

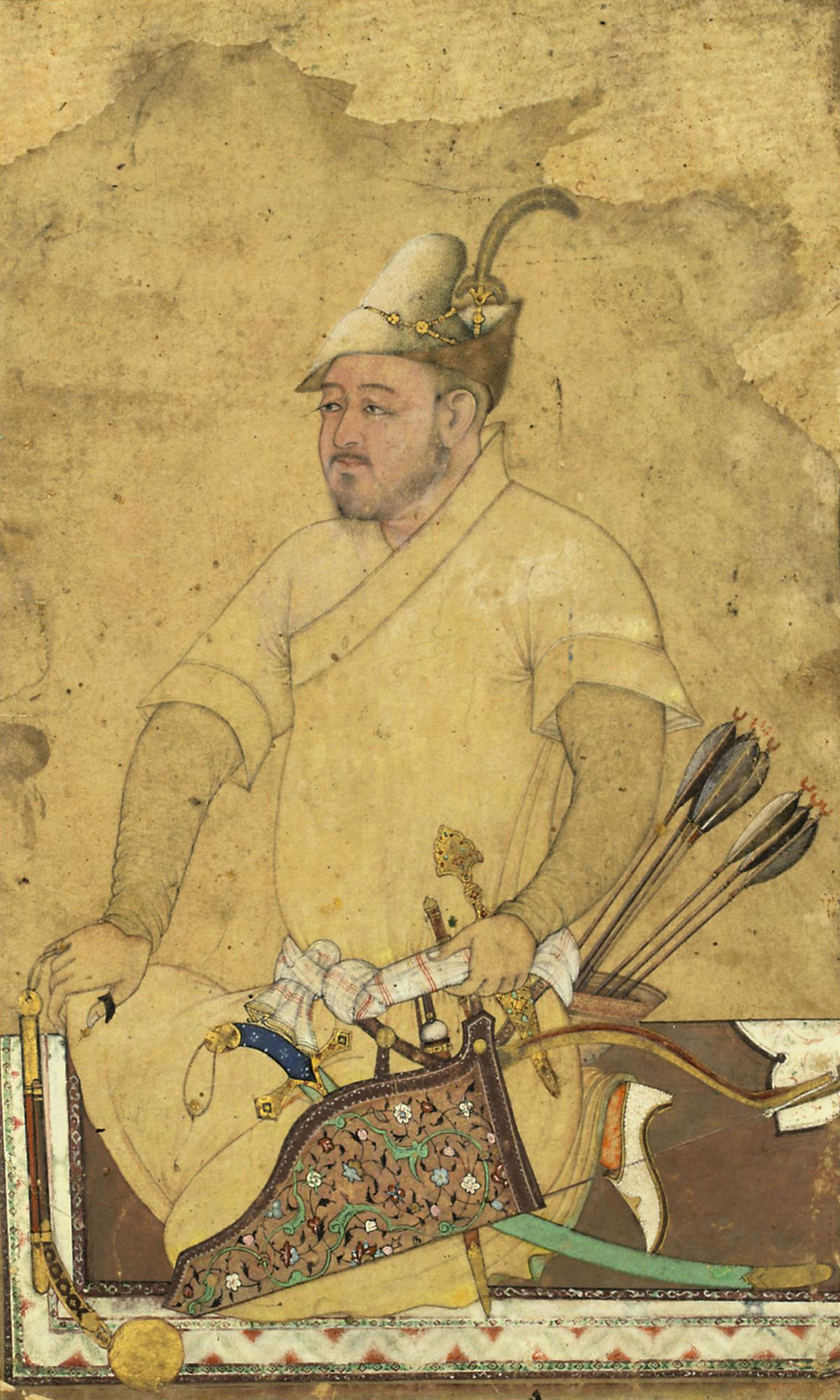
Узбекский воин, вооружённый луком и стрелами, ханджаром, кистенем и шамширом

Шамшир, самзир, семсер, самшир или шемшир (перс. شمشیر‎ — меч) — основной тип сабли индо-иранского региона, распространённый от Марокко до Пакистана. Клинок сильно изогнут.
Персидская сабля является чисто режущим оружием, у которого острие практически бесполезно из-за сильной кривизны. Кривизна идеальна для оттяжного удара, который так широко использовали азиаты, и для которого она предназначалась. Использовались и для укола с лошади, при этом изгиб клинка позволял наносить укол не меняя положения тела — очень удобно для быстротечного боя.
Клинки шамширов узкие, но достаточно толстые. Эфес простой и лёгкий с простым перекрестием и навершием, изогнутым в сторону лезвия. Металлические детали эфеса иногда декорировались резьбой, инкрустацией или эмалью, но гораздо чаще встречаются простые эфесы без украшений. Дорогие клинки изготавливались из дамасской стали.
Изгиб клинка позволяет свободно помещать его в ножны, без специального выреза в их верхней части, как на турецких образцах. Шамшир носили лезвием вниз, подвешивая к левой стороне пояса на двух ремнях.